# Telegrafenkaserne
Het KFV-Platz an der Telegrafenkaserne is een voetbalstadion in Karlsruhe, een stad in Duitsland. 

## Historie
Dit stadion werd geopend op 1 oktober 1905. De openingswedstrijd werd gewonnen door Karlsruher FV, er werd met 8–0 gewonnen van FC Zürich.  Op een later moment werd er een atletiekbaan, clubhuis en tennisbanen bijgebouwd. Tijdens de Tweede Wereldoorlog werd het gedeeltelijk verwoest. De capaciteit werd na 1946 uitgebreid van 30.000 naar 40.000 toeschouwers. Het stadion werd grotendeels afgebroken in 2006. Onder andere de tribune en het clubhuis zijn er niet meer.

## Interlands
Opmerkelijk is dat in dit stadion de eerste thuiszege ooit voor het Duitse voetbalelftal plaatsvond. Het was tevens de enige interland die in dit stadion werd gespeeld.
| Voetbalinterlands | Voetbalinterlands | Voetbalinterlands       | Voetbalinterlands | Voetbalinterlands | Voetbalinterlands |
| №                 | Datum             | Wedstrijd               | Uitslag           | Competitie        | Toeschouwers      |
| ----------------- | ----------------- | ----------------------- | ----------------- | ----------------- | ----------------- |
| 1                 | 4 april 1909      | Duitsland – Zwitserland | 1–0               | Vriendschappelijk | 7.000             |